# 지모네 라우더
지모네 멜라니 라우더(독일어: Simone Melanie Laudehr, 1986년 7월 12일 ~ )는 독일의 여자 축구 선수로 포지션은 미드필더이다. 현재 독일 프라우엔-분데스리가의 FC 바이에른 뮌헨에서 활동하고 있다.

## 클럽 경력
지모네 라우더는 바이에른주 레겐스부르크에서 루마니아인 어머니인 도이나(Doina)와 독일인 아버지인 후베르트(Hubert) 부부의 딸로 태어났다. 3세 시절이던 1989년에 FC 테게른하임에서 축구를 시작했고 1996년에는 SC 레겐스부르크에 합류했다.
지모네 라우더는 2003년에 바이에른 뮌헨에 입단하면서 프라우엔-분데스리가 무대에 데뷔했다. 2004년에 FCR 2001 뒤스부르크로 이적한 이후에는 FCR 2001 뒤스부르크의 DFB-포칼 2회 우승(2008-09 시즌, 2009-10 시즌)에 기여했고 2008-09 시즌에서는 FCR 2001 뒤스부르크의 UEFA 여자 챔피언스리그 우승에 기여했다.
지모네 라우더는 2012년 1월 26일에 1. FFC 프랑크푸르트와 3년 계약을 체결했으며 2013-14 시즌에서 1. FFC 프랑크푸르트의 여자 DFB-포칼 우승에 기여했다. 2014-15 시즌에서는 1. FFC 프랑크푸르트의 UEFA 여자 챔피언스리그 우승에 기여했다. 2016-17 시즌에 바이에른 뮌헨으로 이적했다.

## 국가대표 경력
지모네 라우더는 2001년부터 2003년까지 독일 여자 U-17 축구 국가대표팀 선수로 활동했으며 2003년부터 2005년까지 독일 여자 U-19 축구 국가대표팀 선수로 활동했다. 핀란드에서 개최된 2004년 UEFA U-19 여자 축구 선수권 대회에서는 독일의 준우승에 기여했고 태국에서 개최된 2004년 FIFA U-19 세계 여자 축구 선수권 대회에서는 독일의 우승에 기여했다.
지모네 라우더는 2007년 7월 29일에 독일 마그데부르크에서 열린 덴마크와의 친선 경기에 출전하면서 독일 여자 축구 국가대표팀 선수로 데뷔했으며 독일은 덴마크에 4-0 승리를 기록했다. 2007년 8월 2일에 열린 체코와의 친선 경기에서는 자신의 국가대표팀 첫 골을 기록하여 독일의 5-0 승리에 기여했다.
지모네 라우더는 중국에서 개최된 2007년 FIFA 여자 월드컵에 참가하여 아르헨티나와의 조별 예선 경기, 잉글랜드와의 조별 예선 경기, 조선민주주의인민공화국과의 8강전 경기, 노르웨이와의 준결승전 경기에 출전했다. 브라질과의 결승전 경기에서는 후반전 41분에 독일이 2-0으로 앞서나가는 골을 기록했고 독일은 통산 2번째 FIFA 여자 월드컵 우승을 거머쥐게 된다.
지모네 라우더는 2008년 베이징 하계 올림픽에서 독일의 올림픽 여자 축구 동메달에 기여했으며 핀란드에서 개최된 UEFA 여자 유로 2009에서 독일의 우승에 기여했다. 독일에서 개최된 2011년 FIFA 여자 월드컵에서는 나이지리아와의 조별 예선 경기에서 결승골을 기록하면서 독일의 1-0 승리에 기여했으나 독일은 일본과의 8강전에서 패배하여 탈락했다.
지모네 라우더는 스웨덴에서 개최된 UEFA 여자 유로 2013에서 독일의 우승에 기여했다. 캐나다에서 개최된 2015년 FIFA 여자 월드컵에서는 본선 6경기에 기용되어 독일이 4위를 차지하는 데에 기여했다. 특히 코트디부아르와의 조별 예선 경기에서 1골을 기록하여 독일의 10-0 승리에 기여했다. 2016년 리우데자네이루 하계 올림픽에서는 짐바브웨와의 조별 예선 1차전 경기에서 왼쪽 발목 부상으로 인해 중도 하차했는데 독일은 해당 대회에서 올림픽 여자 축구 금메달을 획득했다.
2017년 9월 16일에 열린 슬로베니아와의 2019년 FIFA 여자 월드컵 유럽 지역 예선 경기에서 A매치 100경기 출전 기록을 수립하여 독일의 6-0 승리에 기여했다. 2017년 10월 24일에 열린 페로 제도와의 2019년 FIFA 여자 월드컵 유럽 지역 예선 경기를 마지막으로 더 이상 국가대표팀에 소집되지 않았으며 2019년 FIFA 여자 월드컵 최종 명단 발표를 앞두고 있던 2019년 5월 14일에 국가대표팀 은퇴를 결정했다.

## 수상

### 클럽
FCR 2001 뒤스부르크
- 여자 DFB-포칼 2회 우승 (2008-09, 2009-10), 1회 준우승 (2006-07)
- UEFA 여자 챔피언스리그 우승 (2008-09)

1. FFC 프랑크푸르트
- 여자 DFB-포칼 1회 우승 (2013-14)
- UEFA 여자 챔피언스리그 1회 우승 (2014-15)

### 국가대표
- 2004년 UEFA U-19 여자 축구 선수권 대회 준우승
- 2004년 FIFA U-19 세계 여자 축구 선수권 대회 우승
- 2007년 FIFA 여자 월드컵 우승
- 2008년 베이징 하계 올림픽 여자 축구 동메달
- UEFA 여자 유로 2009 우승
- UEFA 여자 유로 2013 우승
- 2014년 알가르브컵 우승
- 2016년 리우데자네이루 하계 올림픽 여자 축구 금메달

### 개인
- 2004년 FIFA U-19 세계 여자 축구 선수권 대회 올스타 팀 선정
- 2007년 9월 다스 에어스터 이 달의 골 선정
- 2007년 질베르네스 로르베르블라트 수상